# Damian Mielewczyk
Damian Mielewczyk (ur. 25 stycznia 1989 w Piasecznie) – polski bokser wagi półśredniej.

## Kariera amatorska
Pięściarz MKS Wisła Tczew. Brązowy medalista Młodzieżowych Mistrzostw Polski w Ostrołęce.
Zdobywca pierwszego miejsca na Międzynarodowym Turnieju Bokserskim w Kłajpedzie na Litwie,
pierwszego miejsca na Międzynarodowym Turnieju Bokserskim im. Aleksego Antkiewicza w Słupsku oraz pierwszego miejsca na Międzynarodowym Turnieju Bokserskim im. Józefa Kruży  w Tczewie.

## Kariera zawodowa
7 lipca 2014 w Berlinie zadebiutował na zawodowym ringu, nokautując w pierwszej rundzie rodaka Sławomira Latopolskiego w czterorundowej walce.
6 września 2014 w Bad Segeberg Mielewczyk wygrał  przez techniczny nokaut z Mateuszem Citkowskim (1-0, 1 KO) w drugiej rundzie.
14 listopada 2014 w Starogardzie Gdańskim z Mateuszem Dyllerem (1-2. 1 KO) w trzeciej rundzie.
24 stycznia 2015 w Tczewie na gali EbroGym Fight Night organizowana przez grupę Thunder Promotions. W walce wieczoru  Mielewczyk pokonał przed czasem, Białorusina Aliaksandra Abramenkę (17-46-1, 6 KO).
31 stycznia 2015 w Berlinie wygrał  przez techniczny nokaut w pierwszej rundzie w ośmiorundowym pojedynku z Bartoszem Szwarczyńskim (5-14, 4 KO).
14 lutego 2015 w Starogardzie Gdańskim wygrał  przez techniczny nokaut w pierwszej rundzie w sześciorundowym pojedynku z Sławomirem Latopolskim (0-3, 0 KO).
21 marca 2015 na gali w Brodnicy pokonał jednogłośnie na punkty 60:54, 60:54 i 59:55 w sześciorundowym pojedynku Rumuna Iona Barsana (2-4, 1 KO).
17 października 2015 w Kopalni soli Wieliczce, przegrał na punkty  75:77, 75:77 i 72:80 z Krzysztofem Kopytkiem (11-0, 2 KO).

## Lista walk zawodowych
| Statystyka stoczonych walk zawodowych |
| --- |
| Zwycięstw: 8 (KO – nokautów: 7, walk zakończonych na punkty: 1) Przegranych: 1 (KO – nokautów: 0, walk zakończonych na punkty: 1) Remisów: 0 |

| Wynik      | Rekord | Przeciwnik                     | Rozstrzygnięcie | Runda      | Data              | Miejsce                                                    | Uwagi           |
| ---------- | ------ | ------------------------------ | --------------- | ---------- | ----------------- | ---------------------------------------------------------- | --------------- |
| Zwycięstwo | 8-0    | Ion Barsan (2-3-0)             | UD              | 6          | 21 marca 2015     | Hala Widowiskowo-Sportowa OSiR, Brodnica                   |                 |
| Zwycięstwo | 7-0    | Sławomir Latopolski (0-3-0)    | TKO             | 1 (6) 1:55 | 14 lutego 2015    | Starogard Gdański                                          |                 |
| Zwycięstwo | 6-0    | Bartosz Szwarczyński (5-14-0)  | TKO             | 1 (8) 2:28 | 24 stycznia 2015  | Boxcamp P1, Hellersdorf, Berlin                            |                 |
| Zwycięstwo | 5-0    | Aliaksandr Abramenka (17-45-1) | TKO             | 3 (6) 2:45 | 24 stycznia 2015  | Club Ebro, Tczew                                           |                 |
| Zwycięstwo | 4-0    | Mateusz Dyller (1-2-0)         | TKO             | 3 (6) 2:11 | 14 listopada 2014 | Polmet Hall, Starogard Gdański                             |                 |
| Zwycięstwo | 3-0    | Mateusz Citkowski (1-0-0)      | TKO             | 2 (6) 1:33 | 6 września 2014   | Sport-Tennispark, Bad Segeberg, Schleswig-Holstein, Niemcy |                 |
| Zwycięstwo | 2-0    | Wojciech Tański (debiut)       | RTD             | 3 (4) 3:00 | 29 sierpnia 2014  | Tropical Club, Gołębiewo Wielkie                           |                 |
| Zwycięstwo | 1-0    | Sławomir Latopolski (debiut)   | TKO             | 1 (4) 1:32 | 26 lipca 2014     | 1. Boxgym, Köpenick, Berlin, Niemcy                        | debiut zawodowy |

TKO – techniczny nokaut, KO – nokaut, UD – jednogłośna decyzja, SD- niejednogłośna decyzja, MD – decyzja większości, PTS – walka zakończona na punkty, DQ – dyskwalifikacja